# IS-2
El IS-2, o Iósif Stalin-2 en honor al líder soviético Iósif Stalin (en inglés se le denomina JS-2 debido a que en ese idioma es traducido como Joseph Stalin), fue un tanque pesado soviético creado durante la Segunda Guerra Mundial como tanque de ruptura. Es el segundo modelo de la serie IS, su antecesor es el IS-1 y su sucesor el IS-3. El IS-2 entró en servicio a principios de 1944. Entró en combate en febrero de 1944 en la Batalla de Korsun-Cherkasy y fue ampliamente utilizado por el Ejército Rojo durante la etapa final de la guerra. Después del fin de la Segunda Guerra Mundial siguió prestando servicio en diversos ejércitos, participando activamente en el conflicto árabe-israelí. En 1995 este tanque fue oficialmente dado de baja en el parque de vehículos ruso junto al T-34.

## Historia de producción

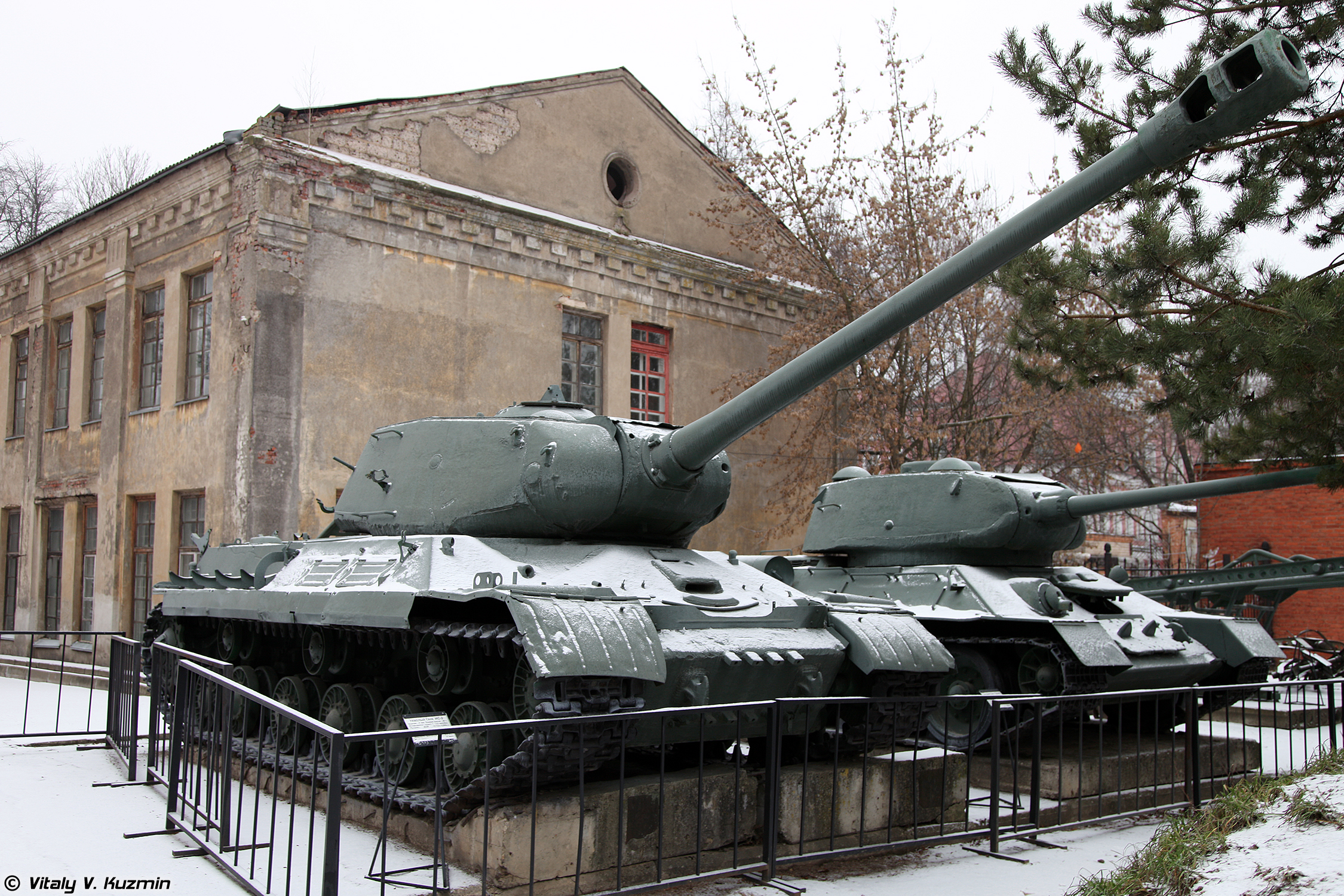
Tanques IS-2 expuestos en el museo de Smolensk

La guerra civil española mostró algunas deficiencias y ventajas de los tanques soviéticos allí enviados: escaso blindaje pero buena movilidad, entre otros aspectos importantes. Los cañones antitanque de 37 mm podían poner fuera de combate a los T-26 sin problemas siempre y cuando se les acertara en un punto estratégico. Esto hizo patente la necesidad de un tanque que aguantase los impactos de la artillería antitanque en misiones de ruptura, que en esos momentos eran llevadas a cabo por los tanques ligeros BT, que avanzaban a altas velocidades haciendo la ruptura. Sin embargo, no dejaban de ser vulnerables a todo tipo de arma antitanque, al igual que los citados T-26, por lo que se pensó en la necesidad de un tanque que aguantase dichos impactos en ataques de ruptura, de donde nació el KV-1.
Los KV-1 tenían un blindaje de hasta 75 mm de espesor en el glacis, lo cual los convertían en invulnerable a los cañones de la época, pero todo ello a expensas de la velocidad, pues con un máximo de 34 km/h, el T-34 pronto hizo gala de sus ventajas sobre éste, sustituyéndolo por completo. Cuando los alemanes comenzaron a montar los cañones largos de 75 mm y los antitanque PaK 40, el KV-1 se volvió tan vulnerable como el T-34 y en cambio, poseía el mismo armamento y una menor movilidad. En resumen, el KV-1 ofrecía unas condiciones desfavorables en cuanto al T-34, que era más manejable, iba igual de armado y era más barato. Se hicieron algunas versiones del KV-1 más ligeras e incluso algunas más pesadas, pero los resultados fueron insatisfactorios.
En la Batalla de Kursk, los soviéticos capturaron algún Tiger I y lo compararon con sus KV-1, sacando las conclusiones de que era inferior en todos los aspectos al modelo alemán y por tanto, se requería una solución, pues el cañón F-34 de 76,2 mm no era suficiente contra los Panther o Tiger I para ataques frontales, por lo que hacía falta acercarse por los laterales para ponerlos fuera de combate.
La captura del Tiger I en Kursk en enero de 1943 llevó a la creación de un nuevo tanque cuyo nombre en código fue "izdeliye 237" (artículo 237). A causa del "fracaso" del KV-1, se optó por cambiar el nombre del nuevo proyecto, por el de Iósif Stalin. Se hicieron varias pruebas sobre el tanque alemán capturado con diferentes cañones, donde los antiaéreos de 85 mm y el de 122 mm fueron buenos. Por necesidades obvias, se permitió la producción del KV-85 como modelo transitorio y se le dio prioridad al izdeliye 237 para que entrase en producción cuanto antes.
No está claro que algún IS-1 llegara a entregarse a las unidades de primera línea, aunque la bibliografía más reciente aporta citas sobre sus escaramuzas en el frente. Lo que sí sabemos seguro es que al menos 102 de los 130 fabricados se modificaron para que montaran el cañón de D-25T de 122 mm.

### La elección del cañón
El primer cañón en que pensaron los ingenieros soviéticos fue en un modelo antiaéreo de 85 mm modificado (un S-53 mejorado), que montaban el KV-85 y al IS-1. Sin embargo, su potencia se consideró insuficiente para un tanque pesado que se las tendría que ver contra los tanques más pesados de sus oponentes alemanes, por lo que se barajaron dos posibilidades, el D-25T de 122 mm y meses más tarde el D-10T de 100 mm. Sin embargo, dado que el D-25T había dado buenos resultados, no hizo falta sustituirlo, sino que se enfatizó en mejorar el blindaje en vez del armamento que se consideraba adecuado.
El cañón D-10T era un derivado del cañón antitanque BS-3, con una potencia de penetración de hasta 185 mm a 500 m a 0º con proyectiles normales. Su poder de penetración era superior al D-25T (modificado del antitanque A-19) que penetraba hasta 157 mm a 500 m a 0º, pero el corto nivel de suministros de cañones de 100 mm hizo que se escogiera el cañón D-25T. Más adelante se fabricó el cazacarros SU-100 que era básicamente el chasis de un T-34 (sin torreta) con el cañón D-10T como arma principal.
En la posguerra todavía continuaron fabricándose algunas unidades más y continuó en servicio activo hasta 1970, cuando quedó como tanque de reserva. Ya en la década de 1950, el concepto del tanque pesado se estaba quedando obsoleto y la creación de los tanques principales de batalla (MBT, Main Battle Tank) que combinaban la buena movilidad de los tanques medios con la potencia y protección de los pesados apartó a los IS-2 del servicio activo. EL T-55 sería el encargado de dar paso a una nueva era.

## Diseño

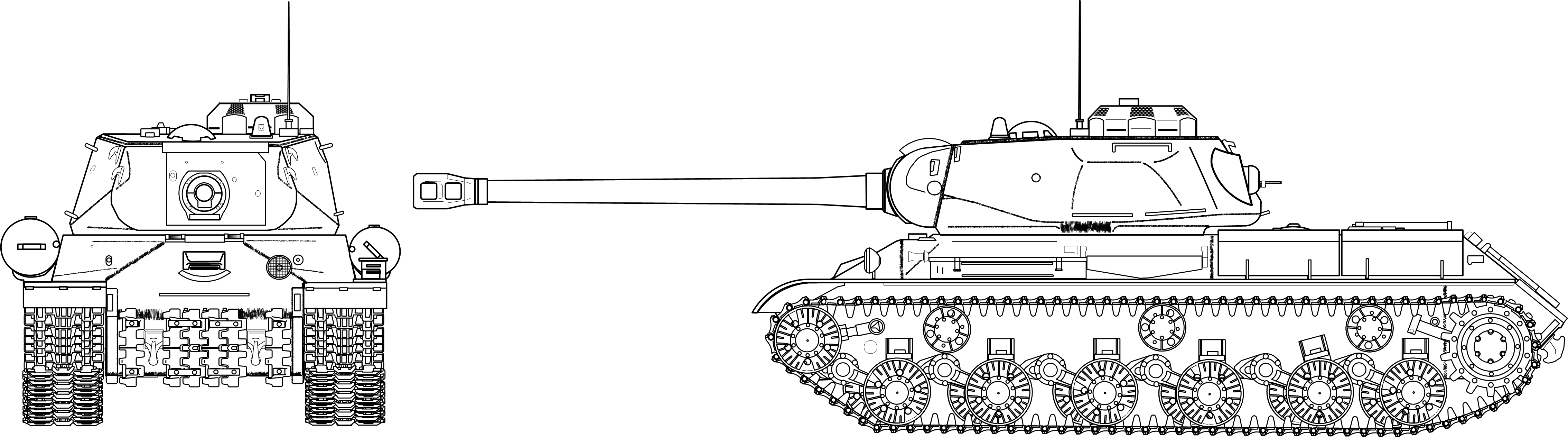
Esquema de un IS-2 modelo 1944.

### Potencia de fuego

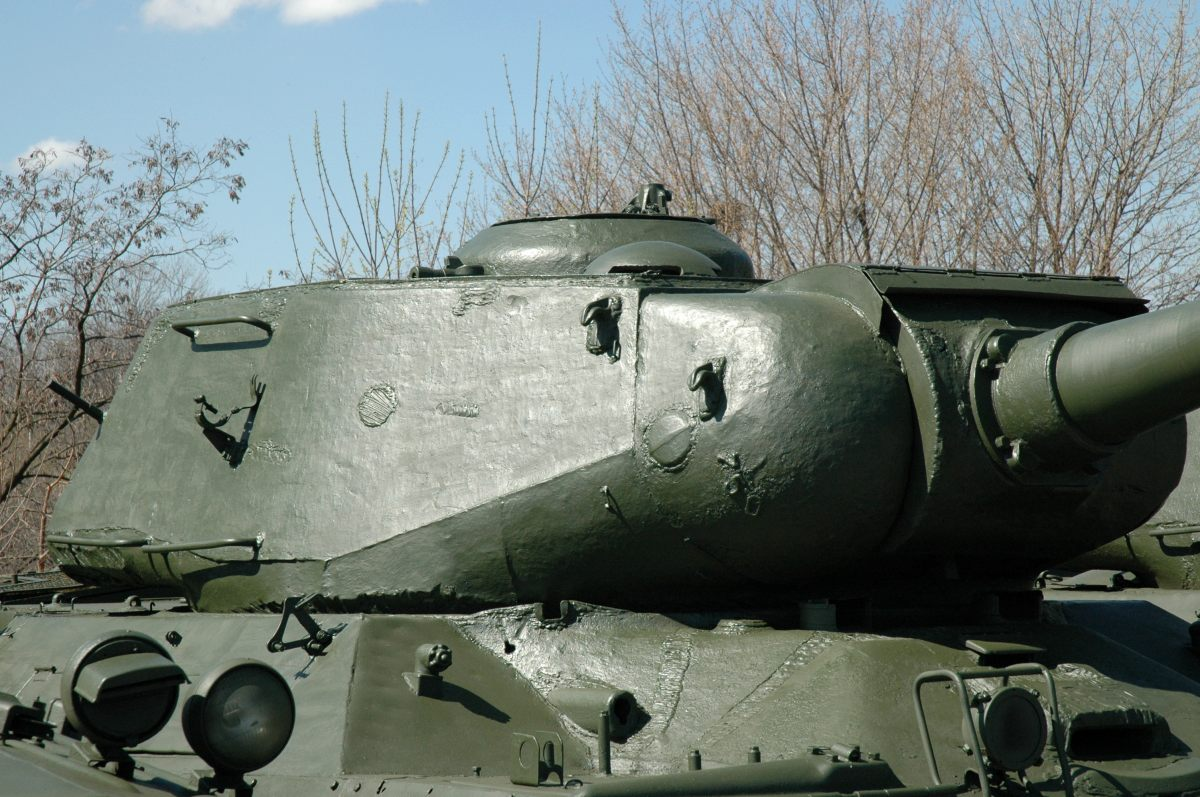
Torreta del IS-2 del Museo de la Gran Guerra Patria de Kiev, Ucrania.

El IS-2 portaba el cañón de ánima estriada D-25T de 122 mm de origen soviético, con una velocidad inicial de 780-800 m/s. La velocidad inicial de los proyectiles del IS-2 estaba por debajo de la mayoría de los alemanes, pero debemos contemplar dos factores fundamentales en cuanto a la penetración: la velocidad del proyectil y su peso. El gran calibre usado por el IS-2 (122 mm frente a los 88 mm y 75 mm que eran los más comunes en el ejército alemán), le permitía una potencia considerable que oscilaba entre el 88 mm L56 y el 88 mm L71. La gran masa de los proyectiles de 122 mm conseguía una energía cinética de 820 mientras que los 88 mm llegaban hasta 520. La relación entre estos valores y la velocidad inicial da el resultado de la penetración. Aunque hay que remarcar, que al ser el proyectil del tanque soviético más grande, esta energía cinética se divide en una mayor sección del blindaje enemigo, por lo que esta mayor penetración es teórica, y no refleja lo ocurrido en combate.
El peso del proyectil del D-25T rondaba los 25 kg, algo muy importante a la hora de disparar proyectiles rompedores a puntos no protegidos, lo cual permitía una mayor efectividad que calibres más pequeños. Sin embargo, el gran calibre junto con la pequeña torreta del IS-2, hizo que el total de proyectiles transportados decreciera desde los 56 del IS-1 (con cañón de 85 mm) a 28 del IS-2, que es justo la mitad. Por otra parte, se empleaba munición dividida (proyectil y carga propulsora), por lo que la cadencia se veía muy afectada, hasta el punto de que habitualmente se hacían 2-3 disparos por minuto y hasta un máximo de 6 con tripulaciones muy entrenadas, mientras que un T-34/85 estaba sobre 6-8 disparos en el mismo tiempo y un Tiger II hasta 10.
A menudo se ha criticado la poca munición transportada a bordo del IS-2, pero informes soviéticos indicaban que 28 proyectiles eran suficientes para toda una ofensiva, aunque en los combates urbanos de Berlín se llegaba a usar hasta tres veces la munición del tanque.
A continuación se muestra una tabla de penetraciones del cañón D-25T para los dos principales tipos de proyectil, el AP y el APBC (proyectiles BR-471 y BR471B respectivamente). En ambos casos se comparan las penetraciones a 0° y a 60° respecto a la vertical, aunque normalmente se empleaban 30° en vez de 60° en las tablas alemanas, lo que muestra como los tanques alemanes no tenían problemas en penetrar blindajes doblemente inclinados.
| Munición   | Ángulo | Penetración del proyectil (en mm) | Penetración del proyectil (en mm) | Penetración del proyectil (en mm) | Penetración del proyectil (en mm) |
| Munición   | Ángulo | a 500 m                           | a 1000 m                          | a 1500 m                          | a 2000 m                          |
| ---------- | ------ | --------------------------------- | --------------------------------- | --------------------------------- | --------------------------------- |
| D-25T AP   | a 0º   | 152                               | 142                               | 133                               | 122                               |
| D-25T AP   | a 60°  | 122                               | 115                               | 107                               | 97                                |
| D-25T APBC | a 0º   | 155                               | 143                               | 132                               | 116                               |
| D-25T APBC | a 60°  | 125                               | 120                               | 110                               | 100                               |

Proyectiles y cargas propulsoras del cañón A-19/D-25T 122 mm. De izquierda a derecha: vaina con la carga propulsora, proyectil HE/fragmentación OF-471, proyectil HEAT BR-471 y proyectil antiblindaje con cubierta balística BR-471B. Todos los proyectiles se muestran de ambos lados.

Como ya hemos dicho, el peso de los proyectiles influye mucho en su potencia. Aunque hablando de energía cinética, el factor determinante es la velocidad, superior en casi un 35℅ en los cañones alemanes. La inclinación de los blindajes puede hacer que un proyectil rebote literalmente o simplemente que la penetración sea más baja, por lo que a mayor masa, menor probabilidad de rebote, aunque, un perfil más ancho de la munición, ocasiona que el área a penetrar sea mayor, habiendo más posibilidades de rebote. Por esto mismo, el proyectil soviético de 122 mm y 25 kg era más propenso al rebote en comparación con los proyectiles de 75 mm y 88 mm utilizados por los alemanes. Es como comparar la penetración de una flecha y la de una pesada piedra.
En cuanto a precisión, el IS-2 contaba con una cúpula para el comandante, lo cual permitía una rápida detección del enemigo y un periscopio con visibilidad mejorada (con el problema de las burbujas resuelto), al igual que en otros tanques soviéticos de su época. La mira usada era la TSh-17 de 4 aumentos y 19° de visión (las antiguas del T-34 eran de 16° solamente). El cañón en sí era de buena calidad. Tendía a desviarse del eje vertical hasta un máximo de 190 mm y en el horizontal hasta 285 mm, lo que, aunque a priori puede parecer mucho, era sin duda una precisión a la altura de los mejores cañones aliados de la época.
Las miras ópticas del IS-2 eran según los soviéticos excelentes, al contrario de lo expresado en otras fuentes. Para 1944, las miras soviéticas habían mejorado mucho y habían desaparecido los problemas de burbujas. La mira utilizada en el IS-2 era la TSh-17, de 4 aumentos y 19° de ángulo de visión. Este modelo se inspiraba en las TFZ-5 del Tiger-I y aquellas de los equipos utilizados por los Aliados.
Cabe destacar, sin embargo, que para recargar su armamento principal (122 mm) era menester elevar el cañón para poder introducir el proyectil, lo que reducía notablemente su precisión, así como la cadencia de disparo y la velocidad de recarga.
Los entusiastas de los tanques tienen muy en cuenta la penetración del blindaje, mientras que los expertos en la materia aseguran que en una guerra se disparan más proyectiles rompedores que perforantes. En este caso, el IS-2 hubiera sido un arma muy eficaz, pues el gran calibre de su cañón era ideal para hacer las funciones de artillería de apoyo. El problema es que el cañón con baja cadencia del IS-2 no seguía esta regla, y disparaba menos proyectiles rompedores que proyectiles perforantes a diferencia de sus contrapartes alemanas, teniendo en cuenta además, que estos últimos generan una explosión menor, pero multiplicada al hacerse dentro del mismo del tanque, rebotando contra sus paredes internas.
En comparación con el cañón de 88 mm, el D-25T era 1,4 veces superior como artillería autopropulsada. Es decir, contra blancos como infantería, búnkeres y otros objetivos sin blindaje. Esto se debe a que el tanque soviético era un tanque de ruptura, y los tanques alemanes eran de superioridad táctica o antitanque.
Un parámetro también fundamental es la rotación de la torreta. Identificar un blanco requiere habitualmente girar la torreta o en el caso de los cazacarros, mover el vehículo entero. El IS-2 rotaba su torreta mediante un motor eléctrico, el cual fue más potente que el inicialmente pensado, con lo que se agregó un mayor peso y consumo de combustible. El tiempo máximo de rotación de la torreta del IS-2 era de 22,5 segundos a máxima potencia, lo que equivale a 16° por segundo. En cualquier caso, se podía recurrir a mover la torreta manualmente en inclinaciones incluso mayores a 15° y contaba con un sistema antibloqueo para evitar que la torreta quedase inmovilizada en caso de bloquearse. La elevación máxima de su cañón era de 20° y su depresión de -3.º
El armamento secundario del IS-2 seguía en cierto modo al de los KV-1, ya que poseía una ametralladora DT de 7,62 mm en la parte trasera de la torreta al igual que su antecesor, el KV-1, aunque en las últimas versiones se cambió por un ventilador. Además, llevaba otra ametralladora coaxial DT de 7,62 mm y un total de 2520 cartuchos. Una característica del armamento secundario era la posibilidad de quitarlo del tanque y emplearlo como ametralladoras ligeras. A partir de enero de 1945, se instaló una ametralladora antiaérea DShK de 12,7 mm dispuesta encima de la torreta con una cinta de 250 cartuchos en una caja portacintas que se encontraba a la izquierda del arma. El uso de ametralladoras antiaéreas en los tanques no destinados a dicho fin era muy raro de ver, pues se consideraba que el tanque pesado no tenía que luchar contra la aviación en ningún momento.

### Blindaje

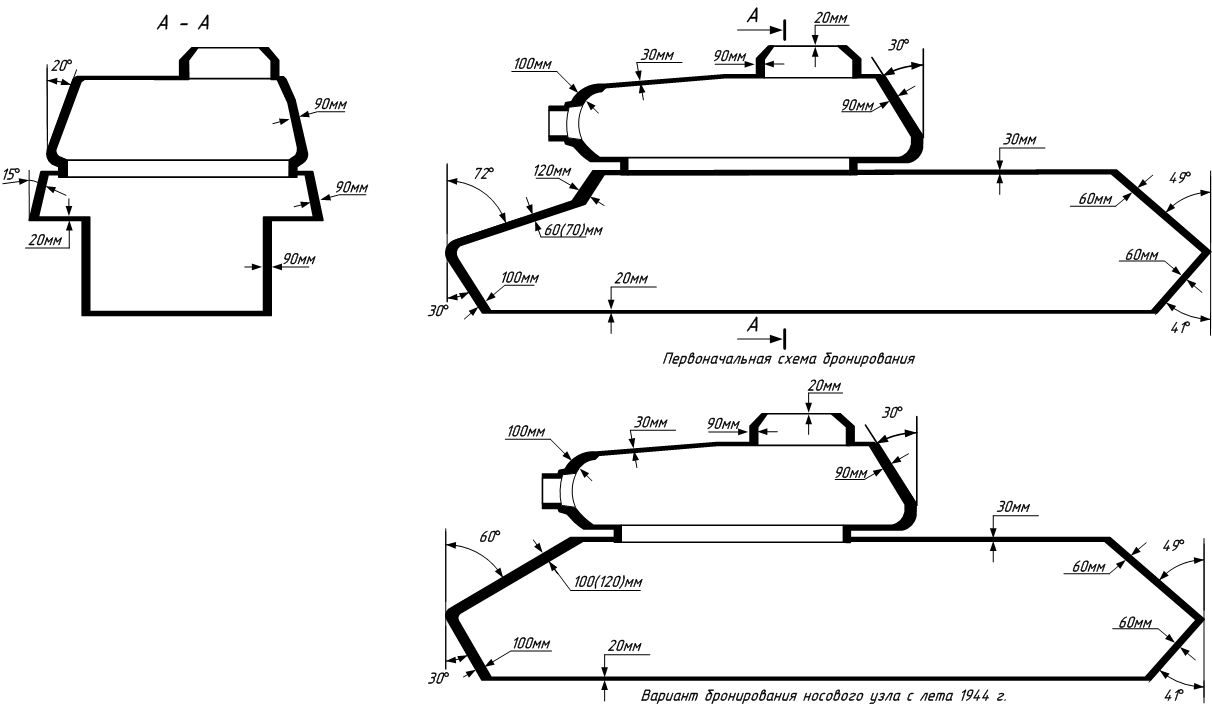
Esquema con los distintos espesores del blindaje de un IS-2.

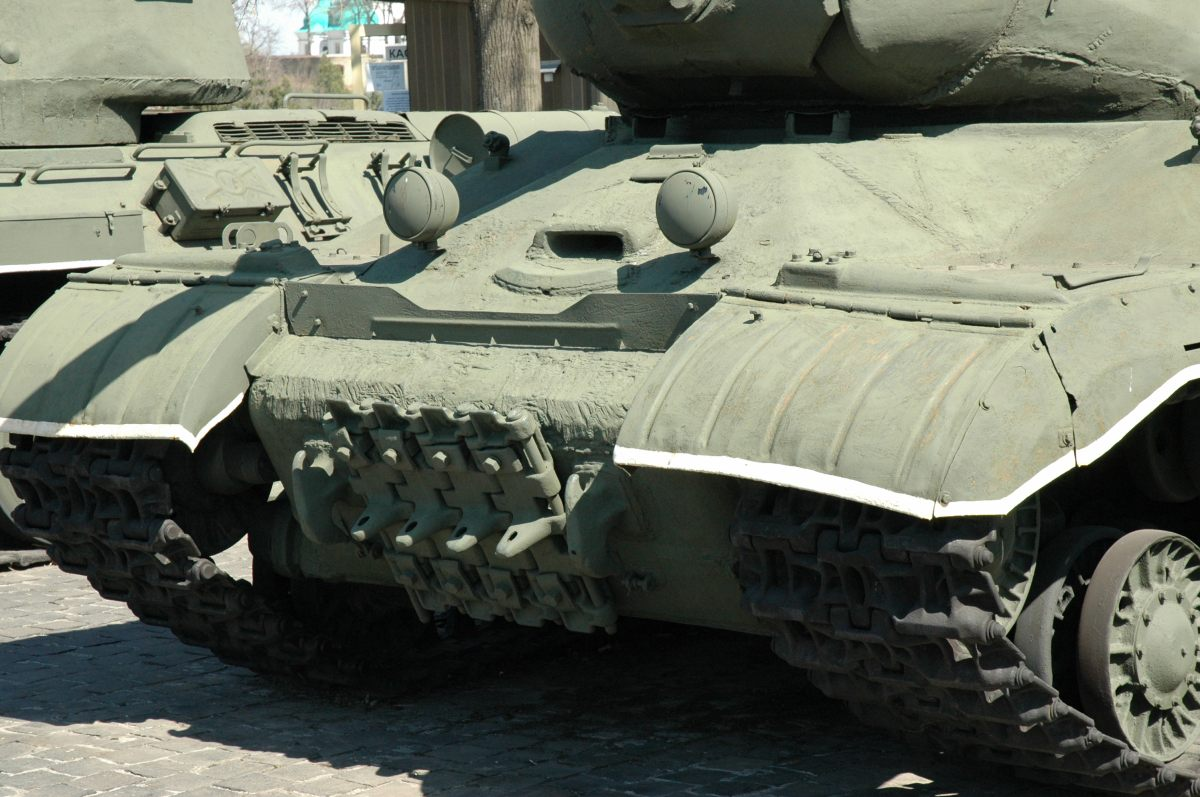
Detalle de la parte frontal del IS-2 del Museo de la Gran Guerra Patria de Kiev, Ucrania.

El blindaje es el aspecto más destacado de un tanque pesado. El KV-1 tenía un blindaje muy bueno para su época (75 mm en el frontal del casco y hasta 100 mm en la torreta), pero los cañones de 75 mm L43 y L48 acabaron con invulnerabilidad frontal. Se buscó la manera de potenciar la defensa sin crear un tanque superpesado (como el Panzer VIII Maus con apenas movilidad), que tuviese una movilidad adecuada para las necesidades de la guerra moderna.
El IS-2 se centró en inclinar al máximo su blindaje, de manera que con igual peso, se consiguiera un blindaje mayor. El claro ejemplo está en la comparación con el KV-1, que con un peso parecido estaba netamente peor protegido que el IS-2. La torreta se hizo en molde de fundición, ya que este método permite un mejor perfil balístico que en algunos casos es imposible de hacer con el laminado (véase la torre del IS-3, por ejemplo). Se redujo el espacio interior al mínimo posible para evitar el aumento de peso, lo cual comprometió la capacidad máxima de proyectiles a 28, pero ayudó a ofrecer un blanco más pequeño al ojo enemigo. Además, se redujo la tripulación a cuatro soldados (en el KV-1 eran cinco) para ahorrar espacio, repartiendo el empleo de la radio entre el comandante y el conductor y de nuevo ahorrar espacio interior.
Las partes más susceptibles a ser impactadas son el mantelete de la torreta en primer lugar y el mantelete del chasis , por lo que se dio máxima prioridad a reforzar dichas zonas, inclinándolas al máximo. Se eliminó la escotilla delantera que llevaban tanques como el T-34 debido a su vulnerabilidad, lo cual daba una mayor protección, pero una mayor dificultad en caso de evacuación del tanque, ya que sólo había dos escotillas superiores por las que escapar. Los tanques alemanes solían tener un cierto espacio entre el mantelete de la torreta y el chasis, donde podían poner un par de escotillas de salida, pero el IS-2 tenía la torreta demasiado adelantada como para poner escotillas superiores y la única manera era ponerlas inclinadas en el frontal, lo cual se desestimó.
El mantelete del chasis se fabricó mediante laminado, uniendo planchas de diferentes espesores hasta llegar a los 120 mm previstos e inclinándolas 60° verticalmente, lo cual proporcionaba una resistencia igual a la de 240 mm a 0º, pero con la ventaja del efecto "rebote" propiciado por su ángulo abrupto. Los lados del chasis se protegieron con planchas de 90-95 mm, mientras que el mantelete de la torreta se reforzó con 100 mm y sus lados con 90 mm. La parte trasera del chasis se reforzó con 60 mm de acero y en la torreta con 90 mm.
Otro aspecto importante en cuanto a la protección es el tamaño del tanque. El IS-2 era más bajo que la mayoría de los tanques pesados de la época, casi un 13% más bajo que el Tiger II y algo muy importante, un peso aceptable en comparación con los grandes tanques alemanes. Hay que trasladarse a la época para darse cuenta de que no todos los puentes podían sostener grandes pesos, por lo que es un factor importante, pues tanques como el Tiger I pesaban 57 t y en el caso del Tiger II se llegaba casi a las 70 t, sin olvidarnos nunca de que en terrenos blandos, el peso era fundamental junto con el ancho de las orugas.
Un factor importante a destacar era que la armadura del IS-2 tenía un grave problema de ensamblaje debido a la cantidad y velocidad de producción que estos requerían. El problema se centraba en que la armadura interior podía desprenderse con un impacto suficientemente fuerte. Este era un problema de especial peligro para la tripulación, ya que, incluso si un proyectil no penetraba en el blindaje, el desprendimiento de armadura podía causar heridas o la muerte de la tripulación a bordo.

### Movilidad

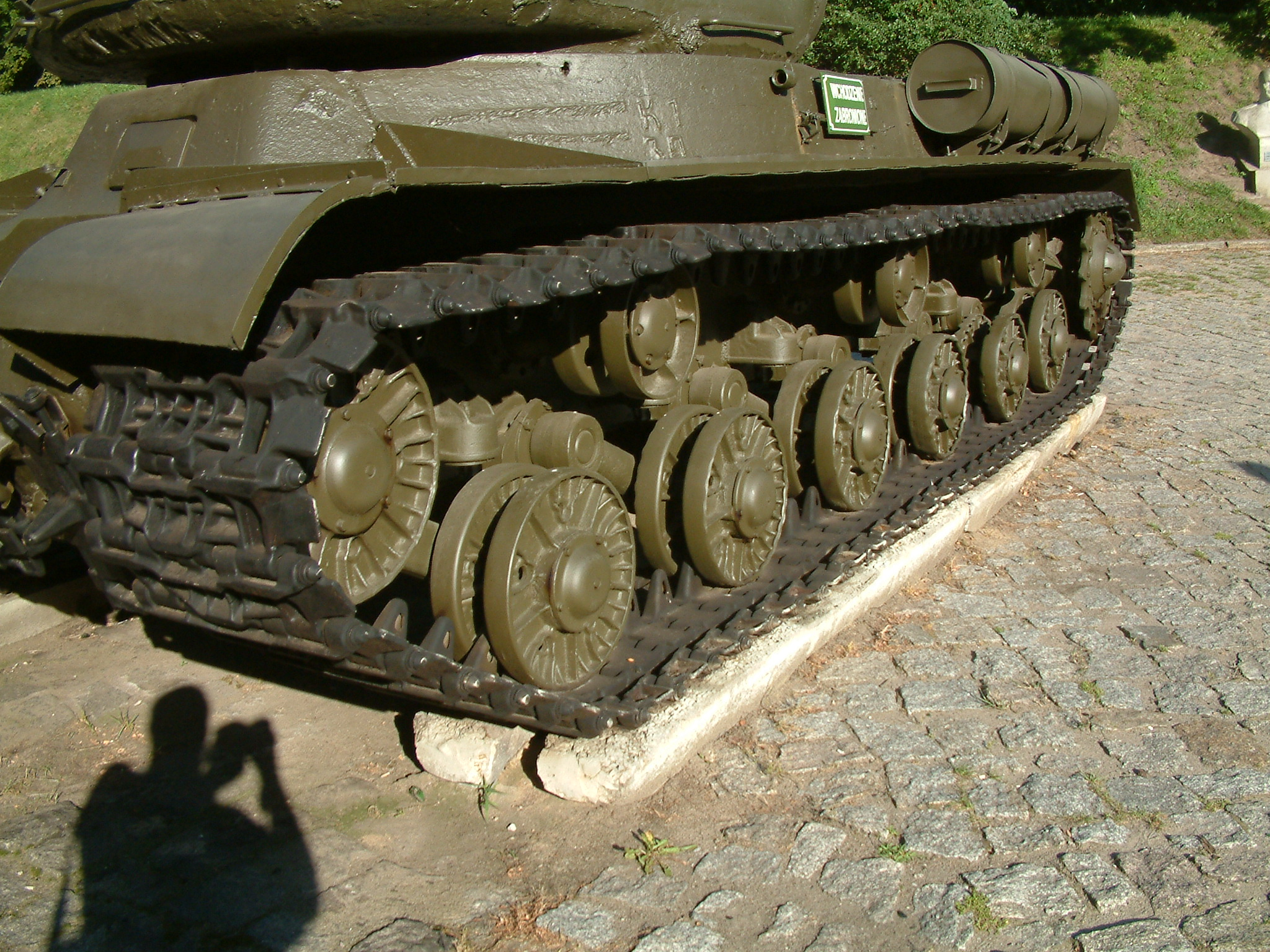
Acercamiento del tren de rodaje y la oruga de un IS-2 modelo 1943 expuesto en Poznań, Polonia.

Los tanques pesados tienen por norma general una movilidad reducida en comparación con los "ágiles" tanques medios. El IS-2 era propulsado por un motor diésel V-2IS de 520 CV, de 12 cilindros en "V" y 4 tiempos. Su relación potencia/peso era de 11,3 CV/Tn, algo normal entre los estándares de los tanques pesados, dando una velocidad máxima en carretera de 37 km/h y de 29 km/h en campo través, así como la capacidad de superar obstáculos de hasta 36° de pendiente. Su peso proyectaba 0,81 kg en el suelo por cada centímetro cuadrado.
El empleo de un motor diésel fue debido a la alta inflamabilidad de la gasolina observada durante la guerra civil española, donde los T-26 ardían con facilidad. Además, este tipo de motor permitía una mayor autonomía a un costo menor (el gasóleo es más fácil de obtener que la gasolina y por tanto, más barato). Sin embargo, el ruido de estos motores era mayor que los de gasolina. La autonomía del IS-2 podía llegar hasta 240 km, mientras que su capacidad interna de combustible era de 623 l, junto con 364 litros externos, más 500 l suplementarios en bidones exteriores.
La suspensión por barras de torsión hacía que la conducción por terreno accidentado fuera bastante incómoda, pero a cambio era un sistema de bajo mantenimiento en comparación con el de ruedas imbricadas que daban una mayor comodidad en campo través. Sus anchas orugas le permitían avanzar correctamente por zonas fangosas y su capacidad de vadeo era de 1,3 m.

## Oponentes
El IS-2 nació por la necesidad de enfrentarse a los tanques alemanes más avanzados, que con sus grandes blindajes provocaban altísimas bajas en el ejército soviético y aliado en general. El IS-2 tenía un diseño revolucionario y podía medirse con los tanques más potentes del Heer. Compararlo con modelos como el Panzer IV y anteriores no sería justo debido a que como mínimo los dobla en peso.

### El Panther
El Panzer V o "Panther" estaba considerado como un tanque medio, pero su peso era similar al del IS-2. La cercanía de pesos permite una comparación más adecuada entre ambos.
En términos de penetración, ambos tanques estaban bastante igualados. El Panther disparaba un proyectil de 4,7 kg a gran velocidad y el IS-2 disparaba un proyectil de 25 kg. A pesar de que la penetración era similar, la gran carga explosiva del IS-2 le conferían una gran ventaja antitanque. Las tablas de penetraciones del ISU-152 muestran una pobre penetración, sin embargo podía arrancar literalmente las torretas de los Panther y Tiger enemigos, aunque solo a distancias muy cortas, y peligrosas, ya que a estas distancias su blindaje no servía para nada contra el cañón alemán de 75 mm, ni hablar del de 88 mm. El cañón D-25T tenía ventaja contra blancos desprotegidos a causa de su gran calibre. Por otra parte, la cadencia y munición del Panther era superior, así como las miras ópticas alemanas en general. Cabe destacar, que la munición perforante del Panther, tenía como objetivo dejar fuera de combate al tanque enemigo, dañándolo o matando a su tripulación, por lo que su capacidad antitanque era superior, ya que por cada disparo que efectuara el blindado soviético, el Panther podría disparar antes otras tres veces.
En cuanto a protección, el Panther estaba en clara desventaja aun a pesar de tener un peso similar. El Panther necesitaba atacar al IS-2 desde unos 800 m para conseguir una penetración " ya que el glacis del IS-2 en el frontal del chasis era impenetrable " , mientras el IS-2 podía dejarlo fuera de combate desde los 1000 m y con suerte desde los 1500 m. Los débiles blindajes laterales del Panther eran de 45 mm de espesor, aunque se aumentaron hasta los 80 mm en algunas versiones. El IS-2 tenía blindajes de 90 mm de espesor en los laterales, por lo que nuevamente nos encontramos con una ligera ventaja. Además, el IS-2 era más bajo que el Panther y suponía un blanco más pequeño.
En cuanto a la movilidad, el Panther tenía una cierta ventaja al poseer una mejor relación potencia/peso que era de 15,4 CV/Tn frente a las 11,3 CV/Tn del IS-2. Su suspensión de ruedas imbricadas le conferían una mayor comodidad a campo través, pero era un sistema que requería un gran mantenimiento. Además, en invierno, el hielo y el lodo se introducían entre estas, paralizando el tanque. La elección del motor de gasolina del Panther le confería un menor ruido, pero un mayor consumo e inflamabilidad, sin tener en cuenta los problemas de los primeros modelos.
Según pruebas soviéticas llevadas a cabo en Kubinka, el D-25T del IS-2 disparó contra un Panther a muy corta distancia, arrancándole la torreta a causa del impacto y arrojándola a unos 6-7 m de distancia.

### El Tiger I

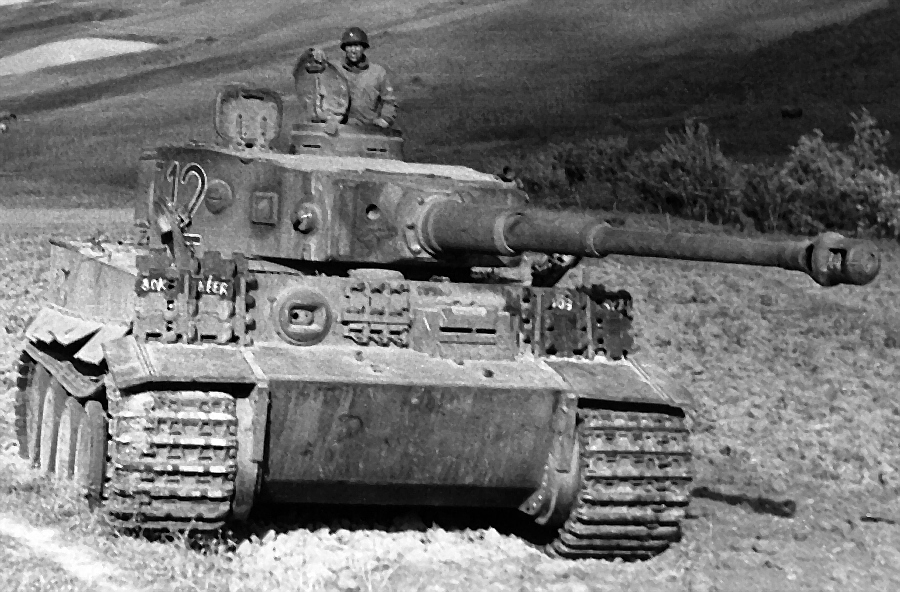
Un Panzer VI Tiger o Tiger I, capturado por los estadounidenses en Túnez.

El Tiger I pesaba 57 Tn frente a las 46 del IS-2. El armamento del tanque alemán era bastante similar al del soviético, con una mayor cadencia, pero inferior en cuanto a disparos contra objetivos desprovistos de blindaje, tales como cañones antitanque o búnkeres.
El blindaje del Tiger I no era muy inferior, (apenas 20 mm menos en el frontal sin contar la inclinación), pero a pesar de ello estaba claramente en desventaja en relación con el IS-2. Esto era debido en gran medida a la poca inclinación, mientras que el IS-2 tenía una pendiente de 60° en el mantelete del chasis que le proporcionaban en teoría un blindaje de 240 mm frente a los 100 mm del Tiger I a 9° En la torreta, la situación era similar. El gran blindaje del IS-2 le permitía poner fuera de combate al Tiger I a distancias de hasta 1500 m, mientras que el Tiger I necesitaba de al menos 1000 m para hacer lo mismo y siempre que obtuviese un ángulo superior al IS-2 para limitar la inclinación y emplease proyectiles Pzgr.40 (los cuales eran muy escasos). El tanque soviético ofrecía una menor silueta que el alemán debido a su reducción del espacio interno. La ventaja del tanque alemán radicaba en la calidad de su manufactura y tripulaciones, lo que lo llevó a ser el tanque más eficaz de la guerra, destruyendo un promedio de 17 tanques aliados por cada Tiger perdido, en una inferioridad numérica de 1 a 15, y de apoyo aéreo de 1 a 20.
La movilidad de ambos era muy parecida. El gran peso del Tiger I no le permitía pasar por todos los lugares que tanques más pequeños podían. Empleaba la suspensión de ruedas imbricadas con sus ventajas frente a la sencillez del IS-2, que tenía el defecto de percibir más los desniveles. El motor del tanque alemán era también de gasolina y por tanto, más inflamable y con mayor consumo, aunque menos ruidoso que el del IS-2. La relación potencia/peso del Tiger I era de 12,3 CV/Tn, ligeramente superior a los 11,3 CV/Tn del IS-2, lo que dotaba al tanque alemán de una mayor capacidad para sortear obstáculos.

### El Tiger II

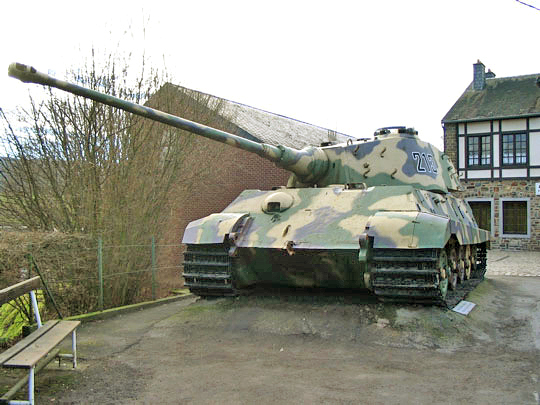
El Panzer VI Königstiger o Tiger II de La Gleize.

El Tiger II pesaba 69Tn frente a las 46 del IS-2. El armamento del tanque alemán era altamente superior, con una cadencia de hasta 10 proyectiles por minuto frente a unos 3 o 4 máximos del IS-2. La munición también era mayor en el Tiger II, sin embargo, su fácil disposición en la torreta lo hacían vulnerable a explotar en caso de penetración, aunque nunca se logró esto en la guerra contra un Tiger II. La cadencia y potencia es quizás la mayor ventaja que tenía el Tiger II frente al IS-2. La dispersión del cañón de ambos tanques era muy similar. El cañón D-25T a 1000 m se desviaban de la vertical hasta 170 mm y de la horizontal hasta 270 mm. El cañón KwK 46 del Tiger II 260 mm y 210 mm respectivamente. Pero la trayectoria del proyectil alemán era casi plana, lo que permitía disparar sin tener que compensar la mira, apuntando el cañón hacia arriba por la caída del proyectil, esto si lo tenía que hacer el tanque soviético con su cañón de 122 mm.
El blindaje es un tema controvertido. El Tiger II empleaba mucho más blindaje (de ahí su elevado peso) para protegerse, pero no podemos afirmar que estuviese más protegido. El espacio interno del IS-2 era menor al del Tiger II, lo que se convertía en un ahorro considerable de peso, pero lo convertía en una trampa mortal y en un pedazo de chatarra irrecuperable en caso de penetración, lo que ocurrió muchas veces, pero lo más importante son los ángulos que tenía el IS-2. En el gráfico que aparece en la sección de Blindaje, podemos observar los ángulos utilizados. Frontalmente, el IS-2 tenía 120 mm a 60°, que equivalen a 240 mm a 0º. En el caso del Tiger II teníamos 150 mm a 50°, que equivale a 233 mm. Exceptuando la parte trasera, la superior e inferior de la torreta y la parte inferior del chasis (las zonas menos propensas a un impacto), el IS-2 tiene un blindaje real (traspasado el valor a 0º) superior al Tiger II. A causa del volumen interno, el IS-2 era un blanco más pequeño y por tanto, más difícil de alcanzar.
La movilidad es también muy controvertida. Algunos autores se basaron en experiencias puntuales para hablar de una buena movilidad del Tiger II, cuando empleaba el motor del Panther pesando 23Tn más. Esto se traducía en una menor movilidad y mayor consumo que el IS-2, que era ligeramente superior en su relación potencia/peso (11,3 CV/Tn frente 10,14 CV/Tn), aunque el gran tonelaje del Tiger II se compensaba con el ancho de sus orugas. Es importante tener en cuenta también la calidad de las tripulaciones, significativamente mayor en las filas alemanas, que añadido al mejor confort en sus blindados, inclinaron la balanza en los combates a su favor muchas veces.

## Importancia
El T-34 había demostrado ser el tanque más importante, no solo por su producción, sino por sus cualidades que lo hacía un tanque capaz de lidiar con cualquier otro hasta 1942. En 1943, con la entrada del Panther en cantidades cada vez más elevadas, así como el Tiger I, se resaltó la necesidad de un cañón más potente que el F-34 del T-34, además de un tanque mejor protegido para llevar a cabo tareas de ruptura. Además, incluso el Panzer IV en 1943 ya tenía una protección de 80 mm en el mantelete de la torreta y del chasis.
Una de las medidas tomadas fue la creación del T-34/85, que era capaz de penetrar los frontales de la mayoría de sus oponentes gracias a su cañón D-5T de 85 mm. Sin embargo, su protección era muy similar a la de sus versiones anteriores y por tanto, se requería un tanque pesado que resistiese ante el cañón de 88 mm alemán.
El IS-2 apareció superando al Panther y al Tiger I en términos de protección y potencia, decantando la balanza hacia el lado soviético. Por ello mismo, las batallas comenzaron a cobrarse menos víctimas soviéticas debido a la gran mejora en protección. De no haberse hecho el IS-2, los T-34 deberían habérselas visto con los cañones antitanque PaK 40, lo cual supondría una pérdida enorme de personal y material bélico.

## Empleo en combate

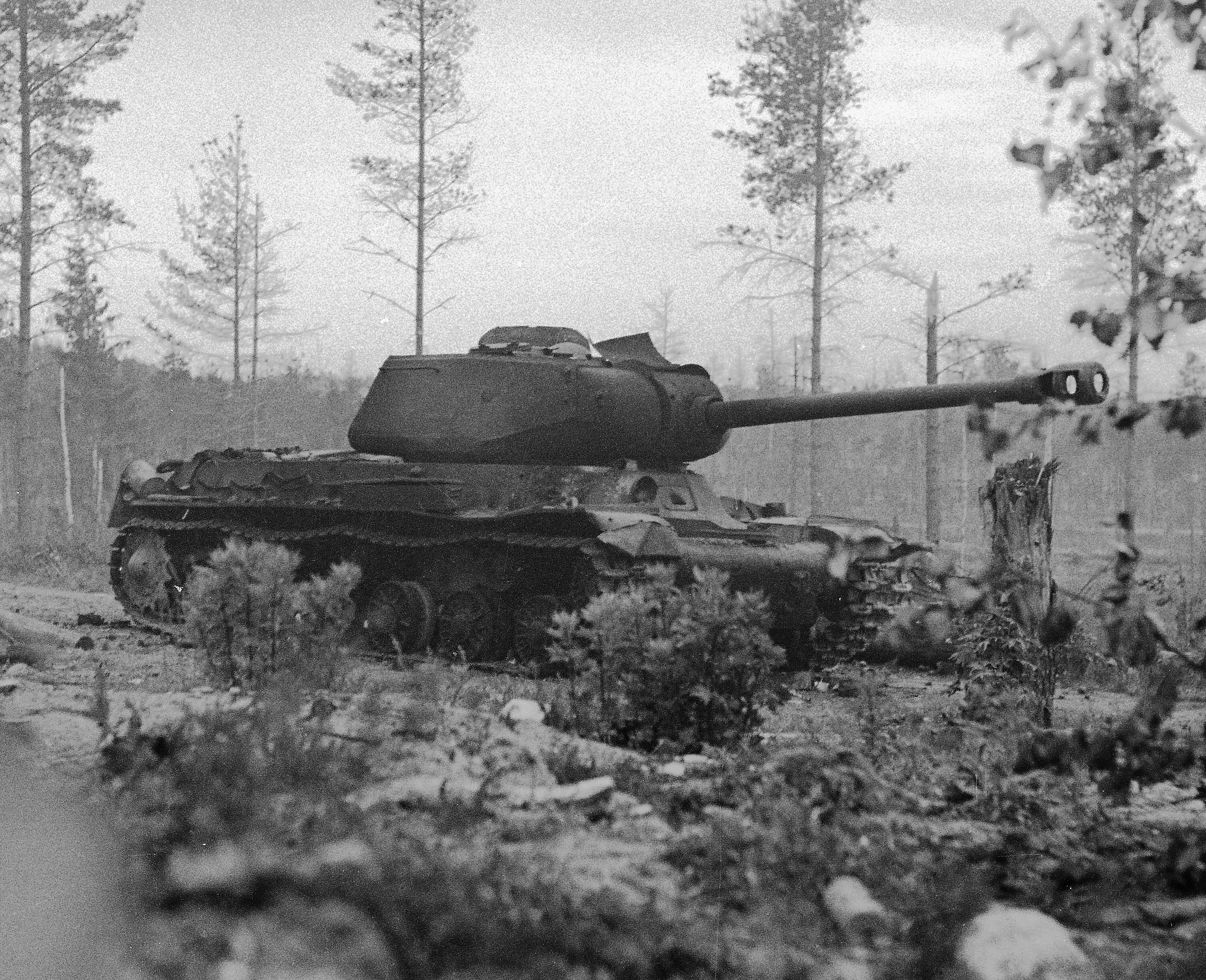
Un IS-2 destruido durante la Guerra de Continuación cerca de la antigua localidad de Summa, en Finlandia. 17 de junio de 1944.

El concepto del IS-2 era participar como un tanque de ruptura abriendo brechas en el frente enemigos y abriendo paso a los tanques medios que iban detrás. En dichas operaciones de ruptura deberían ser capaces de encajar los disparos enemigos y poner fuera de combate a los oponentes más peligrosos y grandes como tanques pesados o cañones antitanque. Para ello, se crearon regimientos blindados de 21 IS-2 cada uno. En un principio, y a falta de un elevado número de ellos, se emplearon en las zonas más conflictivas. En 1945 se hicieron las primeras brigadas pesadas de 65 tanques IS-2 de la Guardia Roja, junto con 3 cañones de asalto ligeros SU-76, 19 transportes blindados de personal y 3 automóviles blindados BA-64. Estaban reservadas para ataques a zonas fortificadas y la primera de ellas operó por primera vez en la ofensiva sobre el Óder en enero de 1945.
Su primera acción fue en febrero de 1944 en la batalla de Korsun-Cherkasy. Más tarde una sola unidad formada por diez IS-2 del 72.º Regimiento afirmó haber destruido alrededor de 41 Tiger y "Ferdinand" en varios combates entre abril y mayo de 1944, alegando la pérdida de ocho tanques. El blindaje frontal resultó impermeable a los proyectiles de 88 mm (3.46 in) a las distancias habituales de tiro alemanas de 1000 m (1093 yardas). En abril de 1944, el Regimiento de Tanques Pesados Independiente de la Guardia mandado por el col. Tsiganov libró varias escaramuzas con los Tiger I del sPz.Abt.503 cerca de Tarnopol. Un solo IS-2 fue puesto fuera de combate. 
Un mes más tarde, cerca del pueblo rumano de Târgu Frumos se perdieron tres IS-2. Los tanques IS-2 supusieron toda una conmoción para las tropas alemanas que vieron como sus proyectiles rebotaban al ser disparados por los Tiger I a 3000 m de distancia. Una contraofensiva a cargo de la compañía del Hauptmann B. Klemz detuvo el ataque soviético. Los alemanes dedujeron que las tripulaciones de los IS-2 eran muy inexpertas aún, pero comenzaban a temer el encontrarse en medida progresiva tanques IS-2 en posteriores encuentros. Durante una de estas batallas, un IS-2 individual fue dañado y luego examinado por el propio General Guderian, quien concluyó que el "Stalin" merecía su nombre. "No te involucres en una pelea con un 'Stalin' sin superioridad numérica abrumadora en el campo. Creo que por cada 'Stalin' debemos dar cuenta de todo un pelotón de Tiger. Cualquier intento de un solo Tiger por luchar contra un "Stalin" uno a uno solo puede resultar en la pérdida de una máquina de guerra invaluable". Pronto, se idearon nuevas reglas tácticas para flanquear y rodear a los IS-2 y obtener disparos en sus lados vulnerables, en la parte trasera y en el sensible afuste hemisférico de la parte posterior de la torreta, y solo a corto alcance. Presumiblemente, la superioridad táctica alemana fue nuevamente llamada para la tarea.
Existen rumores de encuentros de esta bestia con el poderoso Panzer VI Tiger Ausf. B alemán, pero parecen falsos. Esto es así debido al pequeño número de tanques de ambas clases (IS-2 y Tiger II) que se fabricaron (sobre todo en el caso alemán) y lo extremadamente amplio de los frentes en que luchaban, sobre todo el modelo alemán, que además del frente del este debía reforzar el frente del oeste y del sur...
En la ofensiva de Tallin, el 31.er Regimiento perdió 13 vehículos a causa de las minas y 6 a causa de lanzacohetes entre el 17 y 26 de septiembre de 1944.
El 26.º Regimiento de Tanques Pesados de la Guardia luchó en Tallin para cubrir 620 km, destruyendo 3 tanques enemigos, 7 baterías de artillería y 8 morteros entre el 17 y el 24 de septiembre, perdiendo 5 oficiales, 7 Sargentos, 3 tanques y 10 más dañados, de los cuales 4 necesitaron ser reconstruidos.
Sin embargo, parecía que la velocidad de carga del nuevo D-25T todavía era de alrededor de 20-30 segundos, durante ese tiempo un Panther aún podía disparar 6-7 proyectiles. Además, la munición todavía era engorrosa y siempre escaseó. Otros honores de batalla incluyeron el frente de Leningrado, los estados bálticos, con la liberación de Lituania y Letonia, pero la ofensiva se quedó corta en Tallin, donde el 36.º Regimiento de la Guardia Independiente perdió tres tanques y los tanques que ya estaban gastados se dañaron cuando intentaron reducir una serie de fortificaciones. El terreno áspero y pantanoso del este de Prusia no era amigable para los tanques pesados, que tenían que lidiar con un perímetro defensivo bien preparado y profundo. El 79.º Regimiento sufrió mucho allí hasta octubre, pero tuvo más suerte en la batalla del río Narew.
Las situaciones más complicadas tuvieron lugar en Prusia Oriental, donde se había preparado la defensa hacía ya mucho tiempo. El 81.er Regimiento, durante el 16 de octubre de 1944, seis IS-2 fueron golpeados entre 12-19 veces (6 traspasaron el blindaje), mientras los Tiger I atacaban haciendo emboscadas desde los 800-1200 m disparando hasta que los tanques soviéticos terminaban ardiendo. Siendo reequipado, el 81.er Regimiento continuó su avance con 21 tanques en buen estado. El 15 de febrero de 1945, el 8.º Regimiento, formando parte de la 144.ª División de Fusiles atacó al enemigo en un combate de media hora. Se perdió un IS-2, con 3 dañados, frente a 2 tanques, una batería de artillería y cuatro cañones enemigos destruidos.
Al día siguiente, se atacó con 16 IS-2 en Kukehnen, pensando que los IS-2 podrían avanzar sin la ayuda de la División de Fusiles, con lo que se perdieron 11 IS-2 (2 incendiados y 9 dañados) a causa de la falta de apoyo y una dura batalla que duró más de tres horas entre infantería, tanques y cañones antitanque. 5 IS-2 serían perdidos y 16 dañados (la mayoría por cañones antitanque de 88 mm y Tiger I) durante los días siguientes, con 4 tanques enemigos abatidos, 4 transportes blindados de personal, 19 ametralladoras y la captura de un cañón de asalto. El 80.º Regimiento de la Guardia Independiente cosecharía buenos resultados. Ninguno de sus 23 IS-2 sufrieron daños irreparables, consiguiendo destruir: 9 tanques y artillería autopropulsada, 11 cañones, 13 nidos de ametralladoras, 10 morteros y 12 trincheras.
En Hungría, especialmente en Debrecen, el 78° Regimiento también sufrió grandes pérdidas mientras afirmaba haber destruido no menos de 6 Tiger, 30 Panther, 10 Panzer IV, 24 cañones autopropulsados y muchas posiciones defensivas en el proceso. En febrero de 1945, el 81° Regimiento luchó contra fuerzas superiores en Kukennen, después de la captura de Nemeritten. El asalto, mal apoyado y coordinado, fue repelido con grandes pérdidas. En el Vístula-Oder, en enero de 1945, el 80.º Regimiento tuvo más suerte, destruyendo 19 tanques y cañones autopropulsados y muchas posiciones enemigas, profundamente clavadas en el 9.º Ejército alemán.
La Batalla de Berlín vio decenas de IS-2 comprometidos a destruir edificios enteros gracias a sus poderosos proyectiles HE. El asalto comprendió los 7° Guardias separados (104°, 105° y 106° regimientos de tanques), el 11° Regimiento 334 de la Brigada de Tanques Pesados, el 351°, 396°, 394° regimientos de varias unidades y los regimientos 362° y 399 del 1° Ejército de Tanques de la Guardia, el 347° desde el 2° Ejército de Tanques de la Guardia, todos parte del 1.er Frente Bielorruso, y los regimientos 383° y 384° del 3° Ejército de Tanques de la Guardia (1.er frente ucraniano). Se organizaron tácticamente en pequeñas unidades de 5 IS-2 con el apoyo de una compañía de infantería de asalto, incluidos zapadores y lanzallamas. La operación duró hasta el 2 de mayo de 1945, con más de 67 IS-2 destruidos en acción, principalmente por los "Faustnik" (Panzerfaust).

### Carrera de posguerra

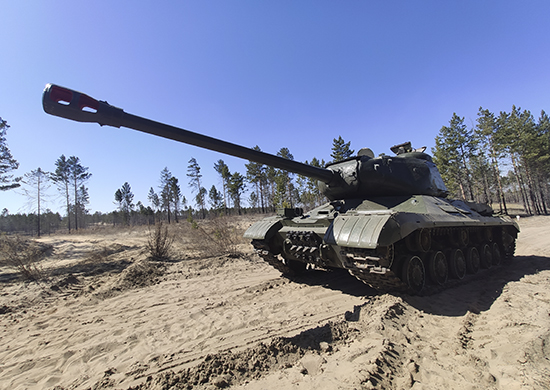
El tanque IS-2 restaurado en el campo de entrenamiento del Distrito Militar del Este. Junio 2021

El IS-2M era el nuevo estándar de modificaciones, que se aplicó a casi todos los IS-2 restantes después de la guerra. Antes de esto, los IS-2 habían estado en la primera línea durante 15 años. Este conjunto de revisiones abarcó desde 1954 hasta 1958. A partir de 1959, algunos experimentos para convertir un número limitado de IS-2 en lanzadores móviles de misiles tácticos dieron varias versiones sin torretas. Los misiles 8K11 y 8K14 se transportaron y el alcance de los tanques modificados aumentó a 300 km (186 millas). Otros se convirtieron como vehículos de recuperación blindados, en dos versiones, solo difiriendo según la posición de la cúpula del comandante. Los IS-2M participaron en la crisis fronteriza soviético-china, otros se apostaron en las islas Kuriles y Sajalín o más tarde se convirtieron en búnkeres. Permanecieron en servicio activo el tiempo suficiente para participar en las maniobras a gran escala de Odesa en 1982. Después de esto, todos los IS-2M restantes fueron almacenados. A partir de 1995 fueron puestos oficialmente fuera de servicio y gradualmente fueron vendidos como chatarra. Quizás 100 o menos todavía están en almacenamiento.
El IS-2 también equipó a las futuras naciones del Pacto de Varsovia, comenzando en 1945 con los ejércitos polaco, checoslovaco y húngaro. Los tanques polacos tomaron parte activa en el empuje final sobre Pomerania en 1945, mientras que los húngaros entraron en acción durante la revolución de 1956. Tal vez 100 o menos (los números exactos son evasivos) también fueron enviados a los chinos en 1950. No se sabe cuántos participaron en la gran contraofensiva de Corea del Norte en el verano de 1951. Varios también fueron enviados a los norvietnamitas, luchando contra las fuerzas coloniales francesas. En Corea, de acuerdo con los datos de las acciones estadounidenses, los combates involucraron a cuatro regimientos de tanques separados tripulados por voluntarios chinos, cada uno de los cuales tenía tres compañías de T-34/85 y una de IS-2.
Finalmente, un lote de IS-2M llegó a Cuba a fines de 1960, pero no las siguientes piezas de repuesto, impedidas por el bloqueo de los Estados Unidos durante la crisis de 1962. Dos regimientos de 41 tanques estaban activos pero estacionados en reserva por Castro, cerca de la fábrica de azúcar de Australia, y nunca participaron en la batalla de "Bahía de Cochinos". Más tarde fueron convertidos en búnkeres para la defensa costera.

## Conclusiones de los combates
Tras los primeros enfrentamientos entre los KV-85 o IS-1 y los tanques pesados alemanes se sacó la conclusión de que el blindaje era insuficiente y que el armamento estaba por debajo del alemán, con lo que el elevado peso no era de gran ayuda portando el mismo cañón que el tanque medio T-34.
Sin embargo, el IS-2 tuvo un mejor desempeño en combate. La potencia del D-25T junto con el blindaje que tenía, lo convertían en un enemigo poderoso y la formación de Regimientos Pesados estaba cerca de hacerse realidad, con lo que era fundamental saber el desempeño del IS-2 en combate para sacar las siguientes conclusiones:
- Un IS-2 puede avanzar sobre 70-100 km/día a una velocidad de 20-25 km/h por carretera y 10-15 km/h a campo través. En terreno complicado se ha avanzado a una velocidad de 8-12 km/h.
- La cadencia de disparo fue de 2-3 proyectiles/minuto.
- Los 28 proyectiles del IS-2 eran suficientes para un día de ofensivas.
- La falta de un periscopio de 360°.
- El cañón alemán de 88 mm podía penetrar el blindaje del IS-2 entre los 800-1000 m de distancia.
- El cañón D-25T del IS-2 era suficientemente potente como para poner fuera de combate a cualquier enemigo, mientras su blindaje le permitía resistir bastante bien los impactos enemigos.
- Excesivo humo generado al disparar, delatando la posición del tanque.

Algunos de estos problemas serían solucionados, con frenos de boca diferentes para los cañones, así como la introducción del periscopio MK-4 (con 360°) y una cúpula de comandante con visión total.

## Modelos

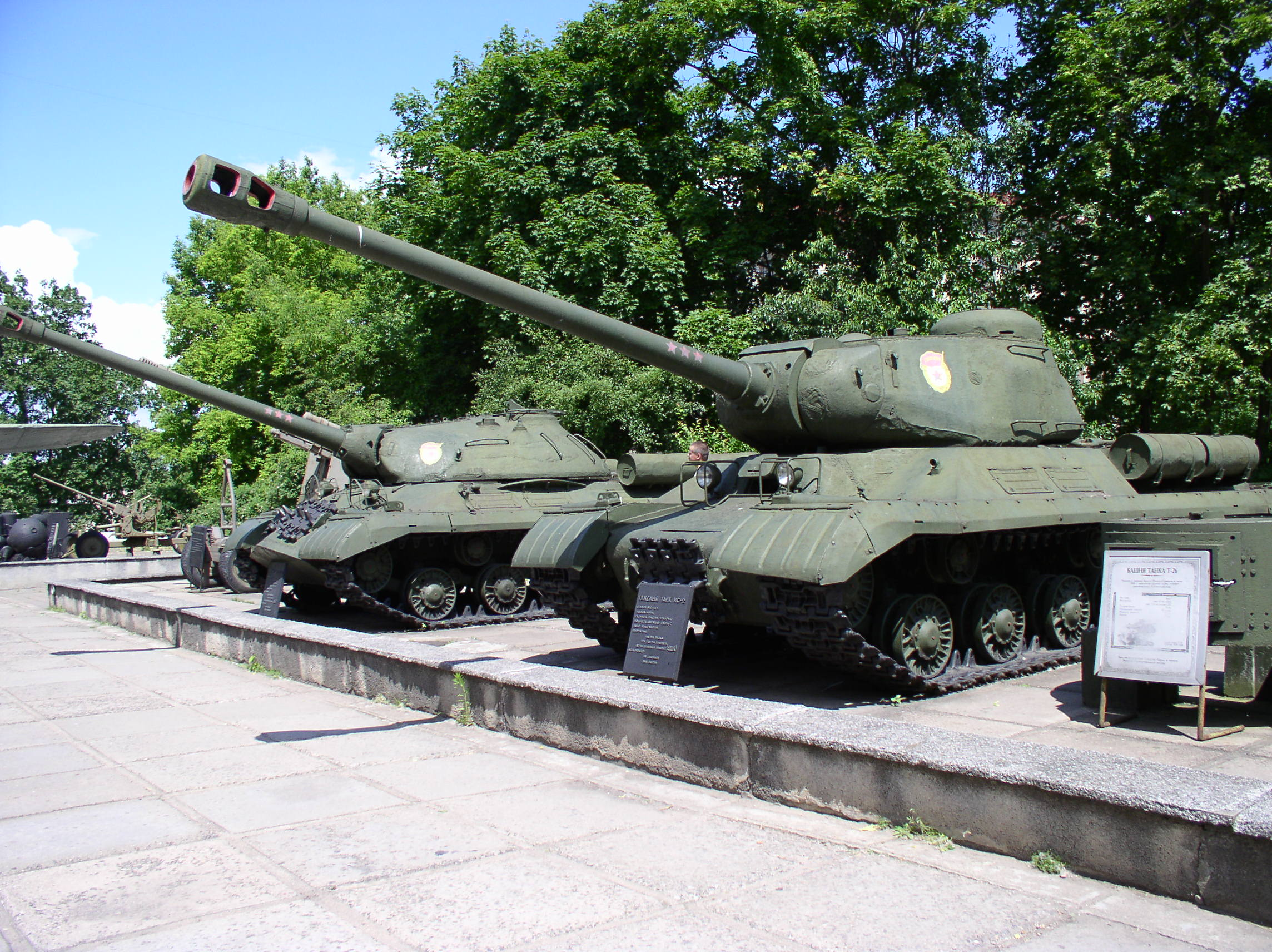
El IS-2 en el frente y el IS-3 más al fondo, del Museo de la Gran Guerra Patria de Minsk, Bielorrusia.

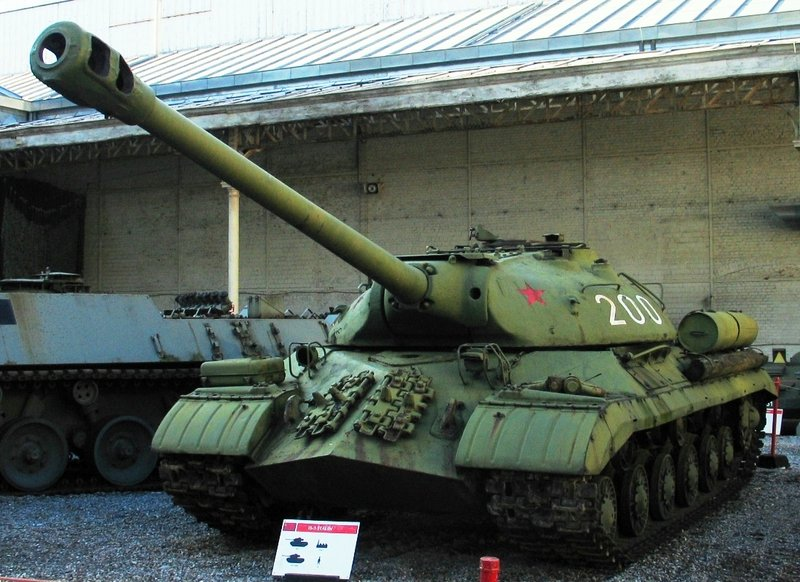
El IS-3 tenía un blindaje de diseño superior con torreta hemisférica, como la de muchos de los modelos soviéticos posteriores. Este IS-3 está expuesto en el Museo Real de las Fuerzas Armadas e Historia Militar en Bruselas, Bélgica.

La serie de tanques pesados IS ha tenido diferentes modelos. El IS-2 y el IS-3 han sido los únicos que han tenido una producción más o menos firme, destacando la del IS-2 que fue un aporte importante en la Segunda Guerra Mundial gracias a sus atributos como tanque pesado. A continuación aparecen todos los modelos de la serie IS:
- IS-1: Creado en 1943, tenía el mismo chasis que el IS-2 con ligeros cambios (sobre todo en la forma del mantelete) y la mayor diferencia era su torreta que albergaba un cañón de 85 mm, al igual que el T-34/85. La mayoría fueron modificados y se les instaló el cañón D-25T de 122 mm. El IS-1 se consideró inferior al IS-2 en el blindaje de la torreta y con un armamento ineficiente para su labor de tanque pesado de ruptura.
- IS-100: Un prototipo, probado contra el IS-122 (luego renombrado como IS-2 aunque en algunos informes lo siguieron llamando IS-122,[1] armado con un cañón de 122 mm). Aunque el IS-100 probó tener capacidades buenas en cuanto a blindaje, el IS-122 fue elegido por tener mejor rendimiento en general. Iba armado con un cañón de 100 mm, de la denominación de IS-100.
- IS-2 modelo 1943: Era similar al modelo de 1944, pero con algunas pequeñas deficiencias y un chasis con mantelete de forma diferente. Iba armado con un cañón de 122 mm.
- IS-2 modelo del 1944: Fue el tanque elegido para su producción en serie y el modelo del IS-2 más extendido y fabricado.
- IS-3: Se rediseñó por completo y se repartió mejor el blindaje para conseguir un peso similar al del IS-2, pero consiguiendo una mayor protección, sobre todo pensado para aguantar los impactos de cañones alemanes de 88 mm. La torreta también se rediseñó e influyó en posteriores diseños. Durante la guerra se produjeron 350 unidades que no entraron en combate, tan sólo participando en el desfile de la victoria de 1945.
- IS-4: Diseñado en 1944, competía con el IS-3. Tenía un cañón más largo pero un blindaje más delgado que el del IS-2. Se construyeron alrededor de 250 después de la guerra.
- IS-7: Fue un prototipo de posguerra. Sólo se construyó uno. La diferencia más notable era su torreta.
- IS-10: Creado en 1952, poseía un cañón más largo que el del IS-2, siete pares de ruedas, una torreta más grande, un cañón nuevo y mayor blindaje. Debido a la desestalinización, se rebautizó como T-10 para evitar polémicas con el nombre del exdictador.

A mediados de 1950, el IS-2 pasó por un programa de modernización y todas las unidades existentes pasaron a llamarse IS-2M, sin excepción alguna.
Además de las variantes del IS-2, de sus predecesores y sus sucesores, se hicieron varios cazacarros pesados con su chasis, destacando al ISU-122 y al ISU-152. Este último tuvo grandes éxitos contra tanques alemanes dado que su protección era elevada y portaba un obús de 152 mm capaz de poner fuera de combate a cualquier tanque enemigo conocido, aun sin siquiera penetrarlo, pues la inercia de su enorme proyectil causaba daños en todo el tanque enemigo.

## Usuarios
- Alemania Oriental: El Ejército Popular Nacional recibió 60 IS-2 en 1956 y los tuvo en servicio hasta 1963.
  -  Alemania nazi: El Heer capturó uno o dos IS-2 en mayo de 1945.[14]
- Checoslovaquia: El Ejército Popular Checoslovaco tuvo en servicio 8 IS-2/IS-2M entre 1945 y 1960.
- China: El Ejército Popular de Liberación recibió 60 IS-2 entre 1950 y 1951. Los empleó durante la guerra de Corea y como búnkeres a lo largo de la frontera con la Unión Soviética.
- Corea del Norte: El Ejército Popular de Corea tiene una pequeña cantidad de IS-2; nunca los desplegó en combate durante la guerra de Corea.
- Cuba: Las Fuerzas Armadas Revolucionarias de Cuba recibieron 41 IS-2M en 1960.
- Hungría: El Ejército Popular Húngaro tuvo en servicio 68 IS-2 entre 1950 y 1956. Después de sofocar la revolución de 1956, todos fueron devueltos a la Unión Soviética.[15]
- Osetia del Sur: El Ejército de Osetia del Sur operó algunos IS-2 hasta 1995.
- Polonia: El Ejército de Polonia empleó en combate aproximadamente 71 IS-2 entre 1944 y 1945. En 1955 tenía 180 IS-2, que continuaron en servicio hasta la década de 1960; algunos fueron posteriormente transformados en vehículos de ingenieros.
- Rumania: El Ejército rumano capturó un IS-2 entre mayo y junio de 1944.[16]
- Rusia: El Ejército Ruso lo retiró de servicio en 1995.
- Unión Soviética: El Ejército Rojo lo empleó entre 1944 y 1945. A inicios de la década de 1970 fue almacenado como material de reserva. Heredado por sus estados sucesores.